# Algebraische Geometrie
Die algebraische Geometrie ist ein Teilgebiet der Mathematik, das die abstrakte Algebra, insbesondere das Studium von kommutativen Ringen, mit der Geometrie verknüpft.
Sie lässt sich kurz als das Studium der Nullstellengebilde algebraischer Gleichungen beschreiben.

## Geometrische Strukturen als Menge von Nullstellen

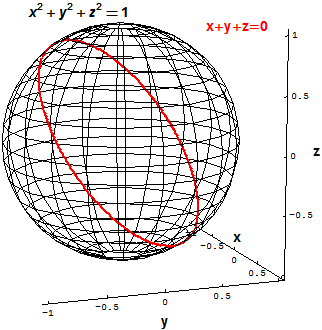
Sphäre und der „gekippte“ Kreis

In der algebraischen Geometrie werden geometrische Strukturen als Menge von Nullstellen einer Menge von Polynomen definiert. Zum Beispiel lässt sich die zweidimensionale Einheitssphäre im dreidimensionalen euklidischen Raum {\displaystyle \mathbb {R} ^{3}} als die Menge aller Punkte {\displaystyle (x,y,z)} definieren, für die gilt:
{\displaystyle x^{2}+y^{2}+z^{2}-1=0}.
Ein „gekippter“ Kreis im {\displaystyle \mathbb {R} ^{3}} kann definiert werden als die Menge aller Punkte {\displaystyle (x,y,z)}, die folgende zwei Polynombedingungen erfüllen:
{\displaystyle x^{2}+y^{2}+z^{2}-1=0,}
{\displaystyle x+y+z=0.}

## Affine Varietäten
Ist allgemein {\displaystyle K} ein Körper und {\displaystyle S} eine Menge von Polynomen in {\displaystyle n} Variablen mit Koeffizienten in {\displaystyle K}, dann ist die Nullstellenmenge {\displaystyle V(S)} definiert als diejenige Teilmenge von {\displaystyle K^{n}}, die aus den gemeinsamen Nullstellen der Polynome in {\displaystyle S} besteht. Eine solche Nullstellenmenge wird als affine Varietät bezeichnet. Die affinen Varietäten definieren eine Topologie auf {\displaystyle K^{n}}, die so genannte Zariski-Topologie. Als eine Konsequenz des Hilbertschen Basissatzes kann jede Varietät durch nur endlich viele Polynomgleichungen definiert werden. Eine Varietät heißt irreduzibel, wenn sie nicht die Vereinigung zweier echter abgeschlossener Teilmengen ist. Es stellt sich heraus, dass eine Varietät genau dann irreduzibel ist, wenn die Polynome, die sie definieren, ein Primideal des Polynomrings erzeugen. Die Korrespondenz zwischen Varietäten und Idealen ist ein zentrales Thema der algebraischen Geometrie. Man kann geradezu ein Wörterbuch zwischen geometrischen Begriffen, wie Varietät, irreduzibel usw., und algebraischen Begriffen, wie Ideal, Primideal usw., angeben.
Zu jeder Varietät {\displaystyle V} kann man einen kommutativen Ring assoziieren, den so genannten Koordinatenring. Er besteht aus allen Polynomfunktionen, die auf der Varietät definiert sind. Die Primideale dieses Rings stehen in Korrespondenz zu den irreduziblen Untervarietäten von {\displaystyle V}; wenn {\displaystyle K} algebraisch abgeschlossen ist, was üblicherweise angenommen wird, dann entsprechen die Punkte von {\displaystyle V} den maximalen Idealen des Koordinatenrings (Hilbertscher Nullstellensatz).

## Projektiver Raum
Statt im affinen Raum {\displaystyle K^{n}} zu arbeiten, geht man typischerweise zum projektiven Raum über. Der Hauptvorteil besteht dabei darin, dass sich die Anzahl der Schnittpunkte zweier Varietäten dann leicht mit Hilfe des Satzes von Bézout bestimmen lässt.
In der modernen Sicht wird die Korrespondenz zwischen Varietäten und ihren Koordinatenringen umgekehrt: Man geht von einem beliebigen kommutativen Ring aus und definiert eine dazugehörende Varietät mithilfe ihrer Primideale. Aus den Primidealen wird zunächst ein topologischer Raum konstruiert, das Spektrum des Rings. In der allgemeinsten Formulierung führt dies zu Alexander Grothendiecks Schemata.
Eine wichtige Klasse von Varietäten sind die abelschen Varietäten. Dies sind projektive Varietäten, deren Punkte eine abelsche Gruppe bilden.
Die typischen Beispiele hierfür sind elliptische Kurven, die eine wichtige Rolle im Beweis vom Großen Fermatschen Satz spielen. Ein weiteres wichtiges Anwendungsgebiet ist die Kryptographie mit elliptischen Kurven.

## Algorithmische Berechnungen
Während in der algebraischen Geometrie lange Zeit vor allem abstrakte Aussagen über die Struktur von Varietäten getroffen worden sind, wurden jüngst algorithmische Techniken entwickelt, die das effiziente Rechnen mit Polynomidealen erlauben. Das wichtigste Hilfsmittel sind die Gröbnerbasen, die in den meisten heutigen Computeralgebrasystemen implementiert sind.

## Geschichtlicher Überblick
Die algebraische Geometrie wurde in weiten Teilen von den italienischen Geometern des frühen zwanzigsten Jahrhundert entwickelt. Ihre Arbeit war tiefgreifend, stand aber nicht auf einer ausreichend strengen Basis. Die kommutative Algebra (als das Studium kommutativer Ringe und ihrer Ideale) wurde von
David Hilbert, Emmy Noether und anderen ebenfalls zu Beginn des zwanzigsten Jahrhunderts entwickelt. Dabei hatten sie bereits die geometrischen Anwendungen im Sinn. In den 1930ern und 1940ern stellte André Weil fest, dass die algebraische Geometrie auf eine strenge Basis gestellt werden musste, und entwickelte eine entsprechende Theorie. In den 1950ern und 1960ern überarbeiteten Jean-Pierre Serre und speziell Alexander Grothendieck diese Grundlagen unter der Verwendung von Garben und später unter der Verwendung der Schemata. Heute gibt es viele recht unterschiedliche Teilgebiete der algebraischen Geometrie, auf der einen Seite die abstrakte Theorie in der Nachfolge von Grothendieck, auf der anderen Seite Gebiete, in denen Kombinatorik und Diskrete Mathematik zum Einsatz kommen, wie etwa die torische Geometrie oder die tropische Geometrie.

## Beispiele affiner Varietäten
- Kegelschnitt
  - Kreis
  - Ellipse
  - Parabel
  - Hyperbel
- Nullstellenmengen von Polynomen dritter Ordnung
  - Kartesisches Blatt
  - Zissoide
  - Strophoide
- Nullstellenmengen von Polynomen vierter Ordnung
  - Konchoide
  - Pascalsche Schnecke